# Sapromyza krivosheinae
Sapromyza krivosheinae är en tvåvingeart som beskrevs av Shatalkin 1999. Sapromyza krivosheinae ingår i släktet Sapromyza och familjen lövflugor. Inga underarter finns listade i Catalogue of Life.